# Zaragoza, Coahuila
Zaragoza là một đô thị thuộc bang Coahuila, México. Năm 2005, dân số của đô thị này là 12411 người.